# Great Lakes Airlines
Great Lakes Airlines — региональная авиакомпания США со штаб-квартирой в городе Шайенн (штат Вайоминг), осуществляющая регулярные и чартерные пассажирские авиаперевозки внутри страны.
Главными транзитными узлами (хабами) авиакомпании являются Международный аэропорт Альбукерке, Международный аэропорт Денвер, Международный аэропорт Лос-Анджелес и Международный аэропорт Финикс Скай-Харбор.

## История
Авиакомпания Great Lakes Airlines была основана предпринимателями Дугом Воссом и Иваном Симпсоном, начав свою операционную деятельность 5 апреля 1977 года с чартерных перевозок между аэропортами местного значения. 12 октября 1981 года компания запустила первый регулярный пассажирский рейс между городами Спенсер и Де-Мойн (Айова).
В феврале 1988 года авиакомпания приобрела местного перевозчика Alliance Airlines, добавив в собственную маршрутную сеть шесть городов вокруг озера Мичиган. В дальнейшие годы авиакомпания продолжала экспансию по региону, а в феврале 1992 года её руководство подписало контракт с магистральной авиакомпанией United Airlines на использование её региональной торговой марки (бренда) United Express для выполнения регулярных пассажирских рейсов в аэропорты-хабы магистрала.
19 января 1994 года Great Lakes Airlines стала публичной коммерческой компанией, разместив собственные акции на фондовой бирже NASDAQ.
С октября 1995 по 1997 год часть самолётов Great Lakes Airlines работали под региональным брендом Midway Connection авиакомпании Midway Airlines, обслуживая регулярные рейсы из международного аэропорта Роли/Дарем. До переноса штаб-квартиры в Шайенн основной офис перевозчика находился на территории муниципального аэропорта Спенсер, тауншип Саммит (округ Клэй, Айова).
В 2001 году завершилось партнёрство с United Airlines по использованию торговой марки United Express, после чего обе авиакомпании заключили простое код-шеринговое соглашение. Позднее аналогичный договор был заключен с другим магистральным перевозчиком Frontier Airlines.

## Маршрутная сеть
Маршрутная сеть Great Lakes Airlines включает в себя 64 пункта назначения, из которых рейсы в 48 аэропортов субсидируются за счёт средств Федеральной программы США Essential Air Service (EAS) по обеспечению воздушного сообщения между небольшими населёнными пунктами страны. Авиакомпания при этом является крупнейшим оператором этой программы в США.

## Флот
Воздушный флот авиакомпании Great Lakes Airlines представлен двумя типами самолётов. Компания является крупнейшим в мире оператором лайнеров Beechcraft 1900.
В октябре 2010 года парк авиакомпании составляли следующие воздушные суда:
| Тип самолёта                    | Всего | Пассажирских мест |
| Embraer EMB 120 Brasilia        | 6     | 30                |
| Raytheon Beechcraft Beech 1900D | 32    | 19                |